# Lista de nomes bíblicos começando com U
Esta é uma lista de nomes bíblicos começando com U, ou seja, uma lista contendo os nomes de personagens bíblicos, históricos ou não, cujo nome comum se inicie pela letra "U".
- Uziel

- Urias : Marido de Bate-Seba[1]

- Uzias : Rei de Judá[2]